# Exile (To-Mera)
Exile è il terzo album in studio del gruppo musicale britannico To-Mera, pubblicato il 24 settembre 2012 dalla Illusionary Records.

## Tracce
Testi di Julie Kiss, musiche di Tom MacLean, eccetto dove indicato.
1. Inviting the Storm – 3:02 (musica: Tom MacLean, Richard Henshall)
2. The Illusionist – 7:21 (musica: To-Mera)
3. The Descent – 7:54
4. Deep Inside – 6:46
5. Broken – 10:04
6. End Game – 6:13
7. Surrender – 11:05
8. All I Am – 12:46 (musica: Tom MacLean, Richard Henshall)

## Formazione
Gruppo
- Julie Kiss – voce, melodie vocali, arrangiamento
- Tom MacLean – chitarra, arrangiamento
- Mark Harrington – basso, arrangiamento
- Richard Henshall – tastiera, sound programming, arrangiamento, arrangiamenti orchestrali e del pianoforte
- Paul Westhood – batteria, arrangiamento

Altri musicisti
- Marcela Bovio – violino aggiuntivo (traccia 2)
- Stephan Forté – voce aggiuntiva (traccia 3)
- Raymond Hearne – percussioni e tuba aggiuntive (tracce 1, 2, 5 e 7)

Produzione
- John Papas – registrazione batteria
- Joost van der Broek – registrazione violino (traccia 2)
- Kevin Codfert – registrazione voce di Forté (traccia 3)
- Diego Tejeida – registrazione percussioni e tuba (tracce 1, 2, 5 e 7)
- Brett Caldas-Lima – missaggio, mastering